# مایکل رنکین
مایکل رنکین (به انگلیسی: Michel Renquin) بازیکن فوتبال اهل بلژیک و عضو تیم ملی فوتبال بلژیک است که در تاریخ ۲۲ مه ۱۹۷۶ میلادی اولین بازی ملی‌اش را مقابل تیم ملی فوتبال هلند انجام داد. او در ۵۵ بازی ملی حضور داشت و جمعاً ۴۵۹۵ دقیقه برای تیم ملی فوتبال بلژیک به میدان رفت. مایکل رنکین آخرین بازی ملی خود را در تاریخ ۲۳ سپتامبر ۱۹۸۷ میلادی در برابر تیم ملی فوتبال بلغارستان انجام داد. وی در بازی‌های ملی‌اش گلی به ثمر نرساند.